# Coupe du monde de télémark 2023-2024
Navigation
2023 2024-2025
La coupe du monde de télémark 2023-2024 se déroule du 16 décembre 2023 à Pinzolo (Italie) au 21 mars 2024 à Pra-Loup (France). La compétition est mise en place par la Fédération internationale de ski et de snowboard où 22 épreuves, masculines comme féminines, déterminent le vainqueur du classement général qui reçoit le grand globe de cristal.

## Programme de la saison
22 épreuves sont initialement prévues pour les hommes comme pour les femmes dans 9 stations situées dans 5 pays européens différents.

### Attribution des points
Le système donne 100 points au vainqueur puis un nombre de points décroissant jusqu'à la 30e place à l'exception du parallèle où les 31e et 32e récoltent également un point.
| Place  | 1   | 2  | 3  | 4  | 5  | 6  | 7  | 8  | 9  | 10 | 11 | 12 | 13 | 14 | 15 | 16 | 17 | 18 | 19 | 20 | 21 | 22 | 23 | 24 | 25 | 26 | 27 | 28 | 29 | 30 |
| ------ | --- | -- | -- | -- | -- | -- | -- | -- | -- | -- | -- | -- | -- | -- | -- | -- | -- | -- | -- | -- | -- | -- | -- | -- | -- | -- | -- | -- | -- | -- |
| Points | 100 | 80 | 60 | 50 | 45 | 40 | 36 | 32 | 29 | 26 | 24 | 22 | 20 | 18 | 16 | 15 | 14 | 13 | 12 | 11 | 10 | 9  | 8  | 7  | 6  | 5  | 4  | 3  | 2  | 1  |

## Tableau d'honneur
| Discipline        | Homme      | Femme                |
| ----------------- | ---------- | -------------------- |
| Général           | Élie Nabot | Jasmin Taylor        |
| Classique         | Noé Claye  | Kaja Bjørnstad Konow |
| Sprint            | Élie Nabot | Jasmin Taylor        |
| Sprint parallèle  | Noé Claye  | Léa Lathion          |
| Coupe des nations | France     | France               |

## Déroulement de la saison
Les deux sprints prévus aux Houches début janvier sont annulés en raison du manque de neige.
Les deux sprints de Carezza sont remportés par Élie Nabot, chez les hommes, et Jasmin Taylor, chez les femmes alors que le leader du général chez les hommes, le Suisse Nicolas Michel se blesse lors du premier des deux sprints. Son compatriote Romain Beney se blesse également lors de cette course mais revient à la compétition à Ål.
À Melchsee-Frutt, le Suisse Alexi Mosset remporte son premier succès de coupe du monde tandis que les français prennent les huit autres places sur le podium. Chez les femmes, la Suissesse Martina Wyss remporte les trois courses au programme. Sa compatriote Léa Lathion monte sur son premier podium de coupe du monde tandis que Jasmin Taylor ne monte qu'une seule fois sur le podium,. La norvégienne Ella Strøm Eriksen se blesse à la main à l'entraînement après l'étape helvétique.
Les épreuves prévues à Saint-Gervais-les-Bains sont annulées en raison du manque de neige.
Ål reprend la classique prévue en Haute-Savoie. En Norvège, le Français Charly Petex remporte ses deux premières victoires en coupe du monde, tout comme la Norvégienne Kaja Bjørnstad Konow.
Les épreuves de Stari Vrh en Slovénie en raison des conditions de neige.
Le Norvégien Trym Nygaard Løken, absent depuis le début de la saison, fait son retour à Livigno en mars 2024.
Pra-Loup récupère les finales de coupe du monde après le retrait de Bardonnèche,.

## Classement général
| Rang | Nom                | Points | Victoire(s) | Podium(s) |
| ---- | ------------------ | ------ | ----------- | --------- |
| 1    | Élie Nabot         | 1 171  | 5           | 11        |
| 2    | Noé Claye          | 1 143  | 4           | 13        |
| 3    | Alexis Page        | 851    | 0           | 7         |
| 4    | Charly Petex       | 808    | 2           | 4         |
| 5    | Jacob Alveberg     | 622    | 0           | 0         |
| 6    | Raphael Mahlknecht | 541    | 0           | 2         |
| 7    | Olle Collberg      | 462    | 0           | 1         |
| 8    | Yoann Rostolan     | 460    | 0           | 4         |
| 9    | Trym Nygaard Løken | 418    | 3           | 4         |
| 10   | Leonhard Müller    | 331    | 0           | 0         |
| 11   | Maxime Mosset      | 317    | 0           | 0         |
| 12   | Alvin Noaksson     | 306    | 0           | 0         |
| 13   | Romain Beney       | 298    | 0           | 1         |
| 14   | Giacomo Bormolini  | 297    | 0           | 0         |
| 15   | Alexi Mosset       | 292    | 1           | 1         |
| 16   | Max Sautter        | 279    | 0           | 0         |
| 17   | Adrian Ball        | 263    | 0           | 0         |
| 18   | Melvyn Rey         | 240    | 0           | 0         |
| 19   | Maximilian Walcher | 231    | 0           | 0         |
| 20   | Timo Walser        | 213    | 0           | 0         |

| Rang | Nom                    | Points | Victoire(s) | Podium(s) |
| ---- | ---------------------- | ------ | ----------- | --------- |
| 1    | Jasmin Taylor          | 1 114  | 5           | 11        |
| 2    | Gøril Strøm Eriksen    | 996    | 3           | 7         |
| 3    | Laly Chaucheprat       | 913    | 0           | 7         |
| 4    | Argeline Tan-Bouquet   | 899    | 2           | 5         |
| 5    | Kaja Bjørnstad Konow   | 840    | 3           | 5         |
| 6    | Augustine Carliez      | 612    | 1           | 4         |
| 7    | Camille Bourbon        | 548    | 0           | 4         |
| 8    | Léa Lathion            | 498    | 0           | 2         |
| 9    | Emma Araldsen          | 411    | 0           | 0         |
| 10   | Maria Heggheim Berge   | 403    | 0           | 0         |
| 11   | Anne Katharina Kessler | 394    | 0           | 0         |
| 12   | Maëly Vernet           | 368    | 0           | 0         |
| 13   | Martina Wyss           | 300    | 3           | 3         |
| 14   | Ella Strøm Eriksen     | 289    | 0           | 2         |
| 15   | Masa Strakl            | 220    | 0           | 0         |
| 16   | Coletta Frick          | 218    | 0           | 0         |
| 17   | Karin Abrahamsson      | 215    | 0           | 0         |
| 18   | Berit Junger           | 193    | 0           | 0         |
| 19   | Lenaig Mansart         | 182    | 0           | 0         |
| 20   | Magdalena Kern         | 141    | 0           | 0         |

## Classements de chaque discipline

### Classique
| Rang | Nom                | Points | Victoire(s) | Podium(s) |
| ---- | ------------------ | ------ | ----------- | --------- |
| 1    | Noé Claye          | 370    | 2           | 3         |
| 2    | Élie Nabot         | 301    | 0           | 3         |
| 3    | Charly Petex       | 279    | 1           | 2         |
| 4    | Alexis Page        | 265    | 0           | 2         |
| 5    | Trym Nygaard Løken | 200    | 2           | 2         |
| 6    | Olle Collberg      | 194    | 0           | 1         |
| 7    | Jacob Alveberg     | 169    | 0           | 0         |
| 8    | Alvin Noaksson     | 155    | 0           | 0         |
| 9    | Yoann Rostolan     | 140    | 0           | 2         |
| 10   | Raphael Mahlknecht | 135    | 0           | 0         |

| Rang | Nom                    | Points | Victoire(s) | Podium(s) |
| ---- | ---------------------- | ------ | ----------- | --------- |
| 1    | Kaja Bjørnstard Konow  | 370    | 2           | 3         |
| 2    | Augustine Carliez      | 340    | 1           | 3         |
| 3    | Laly Chaucheprat       | 294    | 0           | 3         |
| 4    | Gøril Strøm Eriksen    | 265    | 0           | 2         |
| 5    | Argeline Tan-Bouquet   | 231    | 1           | 1         |
| 6    | Jasmin Taylor          | 228    | 0           | 2         |
| 7    | Emma Araldsen          | 127    | 0           | 0         |
| 8    | Anne Katharina Kessler | 106    | 0           | 0         |
| 9    | Martina Wyss           | 100    | 1           | 1         |
| 9    | Maria Heggheim Berge   | 100    | 0           | 0         |

### Sprint
| Rang | Nom                | Points | Victoire(s) | Podium(s) |
| ---- | ------------------ | ------ | ----------- | --------- |
| 1    | Élie Nabot         | 565    | 3           | 5         |
| 2    | Noé Claye          | 453    | 1           | 6         |
| 3    | Alexis Page        | 397    | 0           | 3         |
| 4    | Charly Petex       | 363    | 1           | 2         |
| 5    | Raphael Mahlknecht | 342    | 0           | 2         |
| 6    | Jacob Alveberg     | 311    | 0           | 0         |
| 7    | Yoann Rostolan     | 246    | 0           | 2         |
| 8    | Max Sautter        | 232    | 0           | 0         |
| 9    | Nicolas Michel     | 200    | 2           | 2         |
| 10   | Giacomo Bormolini  | 199    | 0           | 0         |

| Rang | Nom                    | Points | Victoire(s) | Podium(s) |
| ---- | ---------------------- | ------ | ----------- | --------- |
| 1    | Jasmin Taylor          | 690    | 4           | 7         |
| 2    | Gøril Strøm Eriksen    | 490    | 2           | 3         |
| 3    | Argeline Tan-Bouquet   | 428    | 1           | 2         |
| 4    | Laly Chaucheprat       | 399    | 0           | 3         |
| 5    | Camille Bourbon        | 394    | 0           | 4         |
| 6    | Kaja Bjørnstad Konow   | 336    | 1           | 2         |
| 7    | Léa Lathion            | 213    | 0           | 0         |
| 8    | Anne Katharina Kessler | 194    | 0           | 0         |
| 9    | Maëly Vernet           | 193    | 0           | 0         |
| 9    | Ella Strøm Eriksen     | 193    | 0           | 2         |

### Sprint parallèle
| Rang | Nom                | Points | Victoire(s) | Podium(s) |
| ---- | ------------------ | ------ | ----------- | --------- |
| 1    | Noé Claye          | 320    | 1           | 4         |
| 2    | Élie Nabot         | 305    | 2           | 3         |
| 3    | Alexis Page        | 189    | 0           | 2         |
| 4    | Alexi Mosset       | 186    | 1           | 1         |
| 5    | Charly Petex       | 166    | 0           | 0         |
| 6    | Romain Beney       | 160    | 0           | 2         |
| 7    | Jacob Alveberg     | 142    | 0           | 0         |
| 8    | Alvin Noaksson     | 111    | 0           | 0         |
| 9    | Maximilian Walcher | 96     | 0           | 0         |
| 10   | Maxime Mosset      | 95     | 0           | 0         |

| Rang | Nom                  | Points | Victoire(s) | Podium(s) |
| ---- | -------------------- | ------ | ----------- | --------- |
| 1    | Léa Lathion          | 245    | 1           | 2         |
| 2    | Gøril Strøm Eriksen  | 241    | 1           | 2         |
| 3    | Argeline Tan-Bouquet | 240    | 0           | 2         |
| 4    | Laly Chaucheprat     | 220    | 0           | 1         |
| 5    | Martina Wyss         | 200    | 2           | 2         |
| 6    | Jasmin Taylor        | 196    | 1           | 2         |
| 7    | Kaja Bjørnstad Konow | 134    | 0           | 0         |
| 8    | Emma Araldsen        | 116    | 0           | 0         |
| 9    | Augustine Carliez    | 111    | 0           | 1         |
| 10   | Maria Heggheim Berge | 110    | 0           | 0         |

## Coupe des nations
| Rang | Nation      | Points | Victoire(s) | Podium(s) |
| ---- | ----------- | ------ | ----------- | --------- |
| 1    | France      | 8 465  | 14          | 60        |
| 2    | Norvège     | 4 653  | 9           | 18        |
| 3    | Suisse      | 2 131  | 6           | 10        |
| 4    | Allemagne   | 1 982  | 0           | 0         |
| 5    | Royaume-Uni | 1 364  | 5           | 11        |

| Rang | Nation  | Points | Victoire(s) | Podium(s) |
| ---- | ------- | ------ | ----------- | --------- |
| 1    | France  | 4 921  | 11          | 39        |
| 2    | Norvège | 1 540  | 3           | 4         |
| 3    | Suisse  | 1 333  | 3           | 5         |
| 4    | Suède   | 892    | 0           | 1         |
| 5    | Italie  | 838    | 0           | 2         |

| Rang | Nation      | Points | Victoire(s) | Podium(s) |
| ---- | ----------- | ------ | ----------- | --------- |
| 1    | France      | 3 544  | 3           | 21        |
| 2    | Norvège     | 3 113  | 6           | 14        |
| 3    | Allemagne   | 1 147  | 0           | 0         |
| 4    | Royaume-Uni | 1 114  | 5           | 11        |
| 5    | Suisse      | 798    | 3           | 5         |

## Calendrier et résultats

### Messieurs
| N°      | Lieu                    | Date             | Épreuve          | Vainqueur                                                 | Deuxième                                                  | Troisième                                                 |
| ------- | ----------------------- | ---------------- | ---------------- | --------------------------------------------------------- | --------------------------------------------------------- | --------------------------------------------------------- |
| 1       | Pinzolo                 | 16 décembre 2023 | Sprint           | Nicolas Michel                                            | Noé Claye                                                 | Alexis Page                                               |
| 2       | Pinzolo                 | 17 décembre 2023 | Sprint           | Nicolas Michel                                            | Alexis Page                                               | Noé Claye                                                 |
| -       | Les Houches             | 10 janvier 2024  | Sprint           | Épreuves annulées en raison du manque de neige            | Épreuves annulées en raison du manque de neige            | Épreuves annulées en raison du manque de neige            |
| -       | Les Houches             | 10 janvier 2024  | Sprint           | Épreuves annulées en raison du manque de neige            | Épreuves annulées en raison du manque de neige            | Épreuves annulées en raison du manque de neige            |
| 3       | Carezza                 | 17 janvier 2024  | Sprint           | Élie Nabot                                                | Raphael Mahlknecht                                        | Yoann Rostolan                                            |
| 4       | Carezza                 | 18 janvier 2024  | Sprint           | Élie Nabot                                                | Noé Claye                                                 | Charly Petex                                              |
| 5       | Melchsee-Frutt          | 26 janvier 2024  | Classique        | Noé Claye                                                 | Yoann Rostolan                                            | Élie Nabot                                                |
| 6       | Melchsee-Frutt          | 27 janvier 2024  | Sprint parallèle | Alexi Mosset                                              | Noé Claye                                                 | Alexis Page                                               |
| 7       | Melchsee-Frutt          | 28 janvier 2024  | Sprint parallèle | Élie Nabot                                                | Noé Claye                                                 | Alexis Page                                               |
| -       | Saint-Gervais-les-Bains | 1er février 2024 | Classique        | Épreuves annulées en raison du manque de neige            | Épreuves annulées en raison du manque de neige            | Épreuves annulées en raison du manque de neige            |
| -       | Saint-Gervais-les-Bains | 2 février 2024   | Sprint           | Épreuves annulées en raison du manque de neige            | Épreuves annulées en raison du manque de neige            | Épreuves annulées en raison du manque de neige            |
| 8       | Ål                      | 16 février 2024  | Sprint           | Charly Petex                                              | Élie Nabot                                                | Noé Claye                                                 |
| 9       | Ål                      | 17 février 2024  | Sprint parallèle | Élie Nabot                                                | Romain Beney                                              | Noé Claye                                                 |
| 10      | Ål                      | 18 février 2024  | Classique        | Noé Claye                                                 | Olle Collberg                                             | Alexis Page                                               |
| 11      | Ål                      | 18 février 2024  | Classique,       | Charly Petex                                              | Élie Nabot                                                | Alexis Page                                               |
| -       | Stari Vrh               | 6 mars 2024      | Classique        | Épreuves annulées en raison des conditions de neige.      | Épreuves annulées en raison des conditions de neige.      | Épreuves annulées en raison des conditions de neige.      |
| -       | Stari Vrh               | 7 mars 2024      | Sprint           | Épreuves annulées en raison des conditions de neige.      | Épreuves annulées en raison des conditions de neige.      | Épreuves annulées en raison des conditions de neige.      |
| -       | Stari Vrh               | 9 mars 2024      | Sprint parallèle | Épreuves annulées en raison des conditions de neige.      | Épreuves annulées en raison des conditions de neige.      | Épreuves annulées en raison des conditions de neige.      |
| 12      | Livigno                 | 13 mars 2024     | Sprint,          | Élie Nabot                                                | Raphael Mahlknecht                                        | Yoann Rostolan                                            |
| 13      | Livigno                 | 14 mars 2024     | Sprint           | Noé Claye                                                 | Élie Nabot                                                | Trym Nygaard Løken                                        |
| 14      | Livigno                 | 15 mars 2024     | Classique        | Trym Nygaard Løken                                        | Noé Claye                                                 | Yoann Rostolan                                            |
| Finales |                         |                  |                  |                                                           |                                                           |                                                           |
| -       | Bardonnèche             | 19 mars 2024     | Classique        | Épreuves annulées et reprises par la station de Pra-Loup. | Épreuves annulées et reprises par la station de Pra-Loup. | Épreuves annulées et reprises par la station de Pra-Loup. |
| -       | Bardonnèche             | 20 mars 2024     | Sprint           | Épreuves annulées et reprises par la station de Pra-Loup. | Épreuves annulées et reprises par la station de Pra-Loup. | Épreuves annulées et reprises par la station de Pra-Loup. |
| -       | Bardonnèche             | 21 mars 2024     | Sprint parallèle | Épreuves annulées et reprises par la station de Pra-Loup. | Épreuves annulées et reprises par la station de Pra-Loup. | Épreuves annulées et reprises par la station de Pra-Loup. |
| 15      | Pra-Loup                | 18 mars 2024     | Classique        | Trym Nygaard Løken                                        | Élie Nabot                                                | Charly Petex                                              |
| 16      | Pra-Loup                | 19 mars 2024     | Sprint           | Trym Nygaard Løken                                        | Alexis Page                                               | Noé Claye                                                 |
| 17      | Pra-Loup                | 21 mars 2024     | Sprint parallèle | Noé Claye                                                 | Romain Beney                                              | Élie Nabot                                                |

### Dames
| N°      | Lieu                    | Date             | Épreuve          | Vainqueur                                                 | Deuxième                                                  | Troisième                                                 |
| ------- | ----------------------- | ---------------- | ---------------- | --------------------------------------------------------- | --------------------------------------------------------- | --------------------------------------------------------- |
| 1       | Pinzolo                 | 16 décembre 2023 | Sprint           | Jasmin Taylor                                             | Laly Chaucheprat                                          | Camille Bourbon                                           |
| 2       | Pinzolo                 | 17 décembre 2023 | Sprint           | Jasmin Taylor                                             | Camille Bourbon                                           | Gøril Strøm Eriksen                                       |
| -       | Les Houches             | 10 janvier 2024  | Sprint           | Épreuves annulées en raison du manque de neige            | Épreuves annulées en raison du manque de neige            | Épreuves annulées en raison du manque de neige            |
| -       | Les Houches             | 10 janvier 2024  | Sprint           | Épreuves annulées en raison du manque de neige            | Épreuves annulées en raison du manque de neige            | Épreuves annulées en raison du manque de neige            |
| 3       | Carezza                 | 17 janvier 2024  | Sprint           | Jasmin Taylor                                             | Ella Strøm Eriksen                                        | Kaja Bjørnstad Konow                                      |
| 4       | Carezza                 | 18 janvier 2024  | Sprint           | Jasmin Taylor                                             | Augustine Carliez                                         | Ella Strøm Eriksen                                        |
| 5       | Melchsee-Frutt          | 26 janvier 2024  | Classique        | Martina Wyss                                              | Augustine Carliez                                         | Jasmin Taylor                                             |
| 6       | Melchsee-Frutt          | 27 janvier 2024  | Sprint parallèle | Martina Wyss                                              | Laly Chaucheprat                                          | Gøril Strøm Eriksen                                       |
| 7       | Melchsee-Frutt          | 28 janvier 2024  | Sprint parallèle | Martina Wyss                                              | Léa Lathion                                               | Augustine Carliez                                         |
| -       | Saint-Gervais-les-Bains | 1er février 2024 | Classique        | Épreuves annulées en raison du manque de neige            | Épreuves annulées en raison du manque de neige            | Épreuves annulées en raison du manque de neige            |
| -       | Saint-Gervais-les-Bains | 2 février 2024   | Sprint           | Épreuves annulées en raison du manque de neige            | Épreuves annulées en raison du manque de neige            | Épreuves annulées en raison du manque de neige            |
| 8       | Ål                      | 16 février 2024  | Sprint           | Gøril Strøm Eriksen                                       | Argeline Tan-Bouquet                                      | Camille Bourbon                                           |
| 9       | Ål                      | 17 février 2024  | Sprint parallèle | Gøril Strøm Eriksen                                       | Argeline Tan-Bouquet                                      | Jasmin Taylor                                             |
| 10      | Ål                      | 18 février 2024  | Classique        | Kaja Bjørnstad Konow                                      | Laly Chaucheprat                                          | Gøril Strøm Eriksen                                       |
| 11      | Ål                      | 18 février 2024  | Classique,       | Kaja Bjørnstad Konow                                      | Augustine Carliez                                         | Laly Chaucheprat                                          |
| -       | Stari Vrh               | 6 mars 2024      | Classique        | Épreuves annulées en raison des conditions de neige.      | Épreuves annulées en raison des conditions de neige.      | Épreuves annulées en raison des conditions de neige.      |
| -       | Stari Vrh               | 7 mars 2024      | Sprint           | Épreuves annulées en raison des conditions de neige.      | Épreuves annulées en raison des conditions de neige.      | Épreuves annulées en raison des conditions de neige.      |
| -       | Stari Vrh               | 9 mars 2024      | Sprint parallèle | Épreuves annulées en raison des conditions de neige.      | Épreuves annulées en raison des conditions de neige.      | Épreuves annulées en raison des conditions de neige.      |
| 12      | Livigno                 | 13 mars 2024     | Sprint,          | Argeline Tan-Bouquet                                      | Jasmin Taylor                                             | Camille Bourbon                                           |
| 13      | Livigno                 | 14 mars 2024     | Sprint           | Kaja Bjørnstad Konow                                      | Jasmin Taylor                                             | Laly Chaucheprat                                          |
| 14      | Livigno                 | 15 mars 2024     | Classique        | Argeline Tan-Bouquet                                      | Laly Chaucheprat                                          | Jasmin Taylor                                             |
| Finales |                         |                  |                  |                                                           |                                                           |                                                           |
| -       | Bardonnèche             | 19 mars 2024     | Classique        | Épreuves annulées et reprises par la station de Pra-Loup. | Épreuves annulées et reprises par la station de Pra-Loup. | Épreuves annulées et reprises par la station de Pra-Loup. |
| -       | Bardonnèche             | 20 mars 2024     | Sprint           | Épreuves annulées et reprises par la station de Pra-Loup. | Épreuves annulées et reprises par la station de Pra-Loup. | Épreuves annulées et reprises par la station de Pra-Loup. |
| -       | Bardonnèche             | 21 mars 2024     | Sprint parallèle | Épreuves annulées et reprises par la station de Pra-Loup. | Épreuves annulées et reprises par la station de Pra-Loup. | Épreuves annulées et reprises par la station de Pra-Loup. |
| 15      | Pra-Loup                | 18 mars 2024     | Classique        | Augustine Carliez                                         | Kaja Bjørnstad Konow                                      | Gøril Strøm Eriksen                                       |
| 16      | Pra-Loup                | 19 mars 2024     | Sprint           | Gøril Strøm Eriksen                                       | Jasmin Taylor                                             | Laly Chaucheprat                                          |
| 17      | Pra-Loup                | 21 mars 2024     | Sprint parallèle | Jasmin Taylor                                             | Léa Lathion                                               | Argeline Tan-Bouquet                                      |